# Xi Xi (vattendrag i Kina, lat 24,48, long 117,77)
Xi Xi är ett vattendrag i Kina. Det ligger i provinsen Fujian, i den sydöstra delen av landet, omkring 230 kilometer sydväst om provinshuvudstaden Fuzhou.
Genomsnittlig årsnederbörd är 1 610 millimeter. Den regnigaste månaden är maj, med i genomsnitt 312 mm nederbörd, och den torraste är oktober, med 18 mm nederbörd.